# Desingerode
Desingerode is een dorp in de Duitse gemeente Duderstadt in de deelstaat Nedersaksen. In 1973 werd het dorp bij Duderstadt gevoegd.
Het dorp ligt aan de Bundesstraße B 446, ca. 5,5 km ten noordwesten van Duderstadt, in de richting van Nörten-Hardenberg.
Desingerode wordt voor het eerst vermeld in een oorkonde uit 952. In 1646 brandde het dorp bijna geheel af ten gevolge van oorlogshandelingen. De St.-Mauritius-en-Gezellenkerk in het dorp is gebouwd omstreeks 1750 en heeft ten minste drie voorgangers gehad, waarvan de eerste dateerde uit de dertiende eeuw.
- Gemeinsame Normdatei: 4639620-2
- Library of Congress Control Number: no2002065541
- Nationale Bibliotheek van Israël: 987007473591605171
- Virtual International Authority File: 312862812